# تسونه‌نوهانا کان‌ایچی
تسونه‌نوهانا کان‌ایچی (به ژاپنی: 常ノ花 寛市) کُشتی‌گیر سوموی اهل استان اوکایاما در کشور ژاپن است که سی‌ویکمین کشتی‌گیر دارای رتبهٔ یوکوزونا محسوب می‌شود. وی در سال ۱۹۲۴ میلادی به این مرتبه ارتقا یافت و در سال ۱۹۳۰ میلادی بازنشست شد. تسونه‌نوهانا کان‌ایچی توانست ۱۰ بار قهرمان (یوشو) مسابقات سومو شود.